# Henrique de Meclemburgo-Schwerin
Henrique Vladimir Alberto Ernesto (Schwerin, 19 de abril de 1876 – Haia, 3 de julho de 1934) foi um duque alemão, marido da rainha Guilhermina e Príncipe Consorte dos Países Baixos de 1901 até sua morte.
Henrique nasceu em Schwerin, como o filho mais jovem de Frederico Francisco II, Grão-Duque de Meclemburgo-Schwerin e de sua terceira esposa, a princesa Maria de Schwarzburg-Rudolstadt. Ele foi titulado príncipe Henrique dos Países Baixos em 6 de fevereiro de 1901 e casou-se com a rainha Guilhermina em 7 de fevereiro, em Haia.
O casamento foi infeliz e não conseguiu produzir um herdeiro homem ao trono. Eles tiveram apenas uma filha, a princesa Juliana dos Países Baixos. Guilhermina abdicou em favor de Juliana em 4 de setembro de 1948, após um reinado de cinquenta e oito anos.